# Massimo Introvigne
Massimo Introvigne (Roma, 14 giugno 1955) è un sociologo e saggista italiano.
È il fondatore e direttore del Centro studi sulle nuove religioni (CESNUR), una rete internazionale di studiosi di nuovi movimenti religiosi, e dal 5 gennaio al 31 dicembre 2011 ha avuto nell'ambito dell'Organizzazione per la sicurezza e la cooperazione in Europa (OSCE) il ruolo di rappresentante per la lotta contro il razzismo, la xenofobia e la discriminazione, con un'attenzione particolare alla discriminazione contro i cristiani e i membri di altre religioni. Dal giugno 2012 al dicembre 2016 è stato coordinatore dell'Osservatorio della Libertà Religiosa costituito dal Ministero degli esteri italiano in collaborazione con Roma Capitale.
Introvigne è membro della sezione di Sociologia della religione dell'Associazione italiana di sociologia ed è autore di oltre settanta libri, tra i quali l'Enciclopedia delle religioni in Italia, e centinaia di articoli nel campo della sociologia della religione. È stato il responsabile nazionale vicario di Alleanza Cattolica fino al 2016.
È anche consulente in materia di proprietà industriale, specializzato in proprietà intellettuale.

## Biografia
Come egli stesso ha riferito in una relazione parzialmente autobiografica presentata al congresso annuale 2008 dell'American Academy of Religion a Chicago, gli interessi di Massimo Introvigne per le religioni non cristiane risalgono alla giovinezza e alla lettura di romanzi di avventura di autori come Emilio Salgari, Rudyard Kipling e Luigi Ugolini (autore nel 1950 del romanzo L'isola non trovata), nei quali erano descritti l'Induismo, l'Islam e altre religioni allora poco conosciute in Italia. Anche l'enciclopedia a dispense Le grandi religioni del mondo, pubblicata nel 1964 dall'editore Rizzoli, che acquistava devotamente in edicola all'età di nove anni, ha esercitato su di lui, secondo quanto riferisce nella relazione citata, un'influenza duratura.
Decisiva per la maturazione dei suoi interessi è poi, secondo la stessa fonte, la frequentazione del liceo presso una scuola torinese intellettualmente stimolante, l'Istituto sociale retto dai Gesuiti negli anni 1970-1973. Sono anni di vigoroso dibattito politico e religioso, e Introvigne frequenta l'Istituto Sociale negli stessi anni di Piero Fassino, di Michele Vietti (di cui sposerà la cugina, la studiosa dell'Islam Silvia Scaranari; i due si separeranno nel 2016) e di altre future personalità della politica e della cultura. Durante gli anni di studio all'Istituto Sociale, dopo un'iniziale militanza nel Fronte monarchico giovanile e una collaborazione con il giornale missino il Borghese (diretto da Mario Tedeschi), conosce nel 1972 Alleanza Cattolica, un'associazione di laici della Chiesa cattolica (a sua volta filiazione del gruppo millenarista brasiliano Tradizione, Famiglia, Proprietà) alla quale aderisce e in cui, fin da allora, ha continuativamente militato. Negli stessi anni iniziò un percorso di avvicinamento alla Fraternità Sacerdotale San Pio X, fondata da Mons. Lefebvre, con cui ruppe nel 1981 non condividendone la critica radicale del Concilio Vaticano II.
Ha in seguito conseguito un baccellierato in Filosofia presso la Pontificia Università Gregoriana e la laurea in Giurisprudenza presso l'Università degli Studi di Torino. Durante gli anni della Gregoriana soggiorna, da laico, presso l'Almo collegio Capranica, dove ha come compagni fra gli altri l'attuale arcivescovo Salvatore Fisichella e l'attuale vescovo di Latina, già segretario della Conferenza Episcopale Italiana, monsignor Mariano Crociata, nonché numerosi altri ecclesiastici che occupano oggi ruoli di rilievo nella Chiesa cattolica.
La sua tesi in giurisprudenza a Torino su John Rawls, poi pubblicata dall'editore Giuffré nel 1983 con il titolo I due principi di giustizia nella teoria di Rawls, è la prima in Italia su questo filosofo statunitense, ed è diretta dal filosofo del diritto Enrico di Robilant, con la cui cattedra Introvigne collabora dal 1979 al 1985, spostando gradatamente i suoi interessi dalla filosofia alla sociologia della politica, e dall'interesse sociologico per la politica a quello per le religioni.
Si specializza sulla tematica delle minoranze religiose, di cui emerge nel corso degli anni ottanta come uno dei più prolifici studiosi italiani. A partire dalla partecipazione nel 1987 al congresso della Mormon History Association a Oxford, un'organizzazione internazionale di studiosi della storia del Mormonismo, dove inizia un'amicizia con lo storico svizzero Jean-François Mayer e con l'avvocato e storico statunitense Michael W. Homer, che sarà decisiva per la fondazione del CESNUR, comincia a essere conosciuto anche internazionalmente, pure se le sue posizioni in tema di minoranze religiose non sono da tutti condivise.
Ha insegnato presso l'Athenaeum Pontificium Regina Apostolorum e nell'anno accademico 2005-2006 presso la Pontificia Università della Santa Croce. Dal 2013 al 2016 ha insegnato Sociologia dei movimenti religiosi e Sociologia della religione presso l'Università Pontificia Salesiana di Torino. Nella seconda edizione del suo Nuovo manuale di sociologia della religione Roberto Cipriani, già presidente dell'Associazione Italiana di Sociologia, definisce Introvigne "uno dei sociologi della religione (italiani) più noti all'estero e tra i maggiori specialisti mondiali di nuovi movimenti religiosi".
Introvigne è stato fra i fondatori dello studio legale Jacobacci & Associati di Torino, specializzato in diritto della proprietà intellettuale, di cui è tuttora consulente; è socio della parallela società Jacobacci & Partners, che si occupa del deposito di marchi e brevetti. È anche uno dei soci - pur senza responsabilità operative e di gestione - di Terrazza Solferino, società che ha restaurato e gestisce per iniziative imprenditoriali e culturali l'omonimo immobile Liberty a Torino. Ha avuto quattro figli dalla moglie Silvia Scaranari, da cui si è separato nel 2016.
Durante i propri studi Introvigne ha raccolto una grande collezione di libri riguardanti studi sulle religioni minori, l'esoterismo e lo gnosticismo. I volumi (più di 70.000) sono resi disponibili al pubblico attraverso la biblioteca del CESNUR, il centro internazionale da lui fondato nel 1988 che riunisce specialisti accademici di minoranze religiose di tutto il mondo.
Dal 2008 al 2016 è stato reggente nazionale vicario della citata associazione Alleanza Cattolica, che ha lasciato nel 2016 ed è stato uno dei membri fondatori del centro studi Fondazione Res Publica, promosso nel 1999 da Silvio Berlusconi e strettamente connesso al partito Il Popolo della Libertà. Introvigne è stato anche membro dell'Unione dei Democratici Cristiani e Democratici di Centro (UDC) da cui però (come emerge dalla sua FAQ sulla legge elettorale) ha preso le distanze a partire dalle elezioni politiche del 2008 e dalla rottura fra la stessa UDC e la coalizione guidata da Silvio Berlusconi. In occasione delle elezioni regionali del 2010 in Piemonte Introvigne ha promosso, con Alleanza Cattolica, una vasta campagna a sostegno del candidato di centro-destra Roberto Cota, poi eletto, criticando particolarmente l'UDC per il suo sostegno alla candidata di centro-sinistra Mercedes Bresso. Nel febbraio 2010 è stato nominato tra i diciannove membri del Comitato per l'Islam Italiano, costituito con funzioni consultive, in relazione alle questioni attinenti alla presenza in Italia di minoranze islamiche, presso il Ministero dell'Interno.
Dall'8 dicembre 2010 al 2016 ha collaborato al quotidiano in rete La [Nuova] Bussola Quotidiana. Dal 2018 dirige il quotidiano online di informazioni sulla religione in Cina Bitter Winter.
Nel gennaio 2011 è stato nominato responsabile delle discriminazioni religiose dal ministro degli Esteri della Lituania, Audronius Azubalis, presidente di turno per l'anno 2011 dell'Organizzazione per la sicurezza e la cooperazione in Europa OSCE, incarico che ha svolto fino al 31 dicembre 2011.

## Attività
Introvigne è l'autore di più di 70 libri, tra i quali Le Nuove Religioni (1989) e I Mormoni (1991), e curatore di nove opere collettive nel campo della sociologia delle religioni. Nel 2001 è stato l'autore principale del libro Enciclopedia delle religioni in Italia, uno dei libri italiani di questo campo più famosi, che nel 2006 ha avuto una seconda edizione ampiamente rivista con il titolo Le religioni in Italia, e una terza nel 2013, ancora con il titolo Enciclopedia delle religioni in Italia. Nel 2010 ha pubblicato un'ampia sintesi, di oltre 400 pagine, dei suoi numerosi studi sul satanismo con il titolo I satanisti. Storia, riti e miti del satanismo (2010). Ha anche scritto centinaia di articoli pubblicati da riviste scientifiche in oltre 12 paesi nel mondo.
Nell'ambito della sociologia delle religioni, Introvigne è noto soprattutto per il suo contributo alla teoria dell'economia religiosa, fondata da Rodney Stark e Lawrence Iannaccone negli Stati Uniti. Questa teoria sociologica applica metodi derivati dalla scienza economica allo studio della religione come fenomeno sociale, e usa in particolare la metafora del "mercato religioso" dove "aziende religiose" competono per la lealtà di "consumatori religiosi". Peraltro, come Introvigne sottolinea, questa teoria non riduce la religione al puro marketing ma al contrario dà particolare rilievo al "prodotto" che le "aziende religiose" vendono, cioè alle dottrine.
Con Rodney Stark, Introvigne ha pubblicato nel 2003 Dio è tornato. Indagine sulla rivincita delle religioni in Occidente (Piemme, Casale Monferrato) e con Lawrence Iannaccone, nel 2004, Il mercato dei martiri. L'industria del terrorismo suicida (Lindau, Torino). Il contributo specifico di Introvigne alla teoria dell'economia religiosa emerge dal volume del 2004 Fondamentalismi. I diversi volti dell'intransigenza religiosa, dove applica alla questione del fondamentalismo i principi della teoria dell'economia religiosa. Questa teoria critica la nozione di secolarizzazione e ritiene che la religione non sia affatto in declino in Occidente, come appunto invece sostengono le teorie della secolarizzazione. Nell'aprile 2013 Introvigne ha lanciato dopo una ricerca la teoria sociologica dell'"effetto Francesco", secondo cui la popolarità del nuovo Papa indurrebbe molte persone lontane da anni dalla religione a riavvicinarsi alla Chiesa cattolica. La teoria, poi illustrata nel volume Il segreto di Papa Francesco, ha avuto grande eco sulla stampa, anche non specializzata, di numerosi Paesi.
Nel 2014 ha dato alle stampe il volume "Sì alla famiglia" nel quale sostiene una piena legittimazione dei diritti della convivenza nell'ordinamento italiano, mentre sposa la posizione di papa Francesco in tema di coppie omosessuali, invitando i cattolici ad astenersi dal giudicare il prossimo.
È stato uno dei primi intellettuali italiani ad aver adottato l'espressione"fondamentalismo cattolico" per denotare una corrente di persone ostili nei confronti dei pontefici succedutisi nella seconda metà del Novecento, che considerano infedeli alla Tradizione cattolica.
Nel 2018, Oxford University Press ha pubblicato un suo studio storico-sociologico sui "Fratelli Stretti", branca fondamentalista della Chiesa cristiana evangelica dei fratelli, un'opera che prosegue l'analisi di Introvigne sulla categoria del fondamentalismo.

### Cesnur
Introvigne ha fondato nel 1988 a Torino il CESNUR (Centro Studi sulle Nuove Religioni), un centro di ricerca sul pluralismo religioso e sulle minoranze religiose, che si occupa di osservare e valutare la nascita e l'espansione dei movimenti religiosi e, più in generale, del pluralismo religioso in Italia e nel mondo. La sua biblioteca rappresenta la più ampia collezione europea di volumi sulle minoranze religiose e la seconda al mondo.
Il CESNUR, è stato descritto da Roberto Gervaso de il Giornale come "l'approdo insostituibile e inesauribile per chi vuole conoscere le religioni." Introvigne è stato egli stesso a lungo editorialista del quotidiano Il Giornale - con cui collabora ancora occasionalmente - durante la direzione di Maurizio Belpietro.

### OSCE e Osservatorio della Libertà Religiosa
Dal 5 gennaio al 31 dicembre 2011 Introvigne, che si è a lungo occupato di discriminazione e intolleranza contro i cristiani, ha svolto nell'ambito dell'OSCE il ruolo di Rappresentante per la lotta contro il razzismo, la xenofobia e la discriminazione, con un'attenzione particolare alla discriminazione contro i cristiani e i membri di altre religioni. Tra le sue attività, l'organizzazione di un vertice a Roma il 12 settembre 2011 sui crimini di odio contro i cristiani. Intervenendo alla riunione dei 56 ministri degli Esteri dell'OSCE a Vilnius il 6 dicembre 2011 mons. Dominique Mamberti, Segretario per i Rapporti con gli Stati della Santa Sede, ha ricordato il vertice di Roma ed elogiato l'«opera eccezionale svolta sotto la Presidenza lituana per combattere l'intolleranza contro i cristiani», riferendosi all'anno 2011 in cui, appunto sotto la Presidenza lituana, la responsabilità per la lotta all'intolleranza contro i cristiani è stata di Introvigne. Nel giugno 2012 il Ministero degli Esteri italiano, facendo riferimento alla sua esperienza all'OSCE, lo ha nominato responsabile, con il titolo di coordinatore, del nuovo Osservatorio della Libertà Religiosa, che il Ministero ha promosso in collaborazione con Roma Capitale, carica che ha mantenuto fino al 2016.
La seconda conferenza internazionale dell'OSCE si è svolta a partire dal 18 maggio 2015 a Vienna sulle tematiche relative alla prevenzione e repressione dell'intolleranza, della discriminazione e dei crimini di odio contro i cristiani con la partecipazione di delegazioni di 57 Paesi e molte organizzazioni non governative. Ad Introvigne l'OSCE ha affidato la relazione di apertura.

### Cespoc
Introvigne è stato anche fra i fondatori del CESPOC, il Centro Studi sulla Popular Culture, un centro internazionale che collezionava, catalogava e studiava fascicoli popolari, romanzi popolari e fumetti e che disponeva a sua volta di un'ampia biblioteca. Il CESPOC ha cessato le attività nel 2013, ma la sua biblioteca è stata assorbita da quella del CESNUR.
Nel 2008 Introvigne, con altri, ha pubblicato sul sito del CESNUR una bibliografia di oltre 11.000 fumetti dove appaiono vampiri pubblicati in lingua inglese dal 1935 al 2000.

### Groupe de Thèbes
Introvigne ha pure fatto parte del "Groupe de Thèbes", con Rémi Boyer, Triantaphyllos Kotzamanis, Robert Amadou, Jean-Pierre Giudicelli de Cressac Bachelerie, Gérard Kloppel, Christian Bouchet, Paolo Fogagnolo, Jean-Marie d'Ansembourg e altri. Il Gruppo aveva lo scopo di fare incontrare, a porte chiuse, studiosi dell'esoterismo e dirigenti di movimenti esoterici.

### Le critiche a Dan Brown
A partire dal 2005 Introvigne è emerso come uno dei maggiori critici dell'opera del romanziere statunitense Dan Brown Il codice da Vinci, sia con il libro Gli Illuminati e il Priorato di Sion sia con decine di conferenze tenute in tutta Italia e anche all'estero. Il libro di Introvigne è stato tradotto anche in francese, spagnolo e croato.
Nel 2009 e 2010 Introvigne con una serie di articoli e quindi con il libro Il simbolo ritrovato (2010) ha continuato la sua critica a Dan Brown accusando il romanzo Il simbolo perduto di pregiudizi sfavorevoli nei confronti della Chiesa cattolica e favorevoli alla massoneria. Lo stesso Dan Brown, intervistato a proposito delle critiche di Introvigne, ha dichiarato: "L'obiezione di questo critico corrisponde a verità: sono molto più benevolo nei confronti della massoneria che del Vaticano".

### Il suo pensiero sulla crisi dell'Europa
Nel 2006 Introvigne ha pubblicato Il dramma dell'Europa senza Cristo. Il relativismo europeo nello scontro delle civiltà, un libro che non si presenta come storico-sociologico ma come un'esposizione delle sue idee personali sulla crisi dell'Europa, alla luce del magistero di Benedetto XVI. Il libro - come riferito dallo stesso Introvigne in un articolo che nel gennaio 2007 è stato invitato a scrivere per la diffusa rivista cattolica Orientamenti Pastorali - ha dato origine a decine di seminari e gruppi di studio in tutta Italia, sia all'interno sia all'esterno di Alleanza Cattolica. Per aiutare il lavoro di questi gruppi di studio Introvigne ha pubblicato nel 2008 il volume Il segreto dell'Europa. Guida alla riscoperta delle radici cristiane. Sempre nel 2008, ha pubblicato Una battaglia nella notte. Plinio Corrêa de Oliveira e la crisi del secolo XX nella Chiesa, un'opera dove applica le categorie sociologiche dell'economia religiosa alla crisi nella Chiesa cattolica prima e dopo il Concilio ecumenico Vaticano II, utilizzando come finestra l'opera del pensatore cattolico brasiliano Plinio Corrêa de Oliveira.

### Esoterismo e arte moderna
Nell'ambito dei suoi studi sui nuovi movimenti religiosi e l'esoterismo, a partire dal 2013 Introvigne si è dedicato particolarmente a mostrare i collegamenti fra l'esoterismo, in particolare nella versione diffusa dalla Società Teosofica, e l'arte moderna partecipando a eventi e progetti internazionali dedicati a questo tema come Enchanted Modernities, Theosophical Appropriations e altri.

### Satanismo
Nel 2016, Introvigne ha pubblicato in inglese un voluminoso studio storico e sociologico sul satanismo, Satanism: A Social History. Il libro è stato salutato dai critici come una storia definitiva del satanismo dal Seicento ai nostri giorni. Lo storico svedese Per Faxneld, scrivendo sulla rivista online dell'American Academy of Religion, Reading Religion, ha notato che il libro rappresenta un'opera nuova, e non una semplice traduzione, rispetto ai precedenti lavori di Introvigne sul satanismo in italiano e in inglese, e consacra lo studioso italiano "tra i padri fondatori del campo degli studi sul satanismo". Faxneld aggiunge che "Introvigne naturalmente non è solo questo, ma è uno dei nomi più importanti nello studio delle nuove religioni in generale". Nello stesso tempo, lo studioso svedese critica la definizione di satanismo di Introvigne come troppo restrittiva, ma conclude che "il libro di Introvigne è la migliore, più dettagliata e più ampia panoramica del satanismo prodotta fino ad oggi" e che è "destinato a diventare un'opera di riferimento fondamentale non solo per lo studio del satanismo ma nei campi più vasti delle nuove religioni e dell'esoterismo occidentale". La nota sociologa britannica Eileen Barker, nella sua recensione del volume, ha affermato di credere a Introvigne quando afferma di aver "raccolto quanto più materiali fosse possibile ottenere sul satanismo" e, riguardo al saggio, di ritenere che Introvigne abbia messo insieme "una conoscenza impressionante dei fatti, delle ipotesi e anche delle falsificazioni con un'abile, e spesso divertente, miscela tra analisi teorica e comprensione sia delle piccole manie sia delle straordinarie profondità dell'immaginazione umana". La Barker ha anche notato che, curiosamente, "se contiamo le pagine bianche alla fine, il volume consta esattamente di 666 pagine".

### Sulla Fraternità San Pio X
Secondo Introvigne, il vero punto di distanza fra la FSSPX e la Santa Sede non è la liturgia e la Messa in latino, ma un divergente punto di vista politico. Mons. Lefebvre rigettò il principio della libertà religiosa senza ingerenze statali. La coercizione contro le false religioni sarebbe un bene necessario per prevenire la dannazione della creatura umana: 
La FSSPX ripropone la fondazione di uno Stato confessionale cattolico e il riconoscimento alla Chiesa cattolica di diritti e privilegi maggiori di quelli concessi alle false religioni.

## Critiche
Le maggiori critiche ad Introvigne vengono dal cosiddetto movimento anti-sette, cioè dal mondo degli studiosi e delle associazioni di attivisti che denunciano gli abusi perpetrati in alcuni culti che, a loro detta, godono della difesa ad oltranza e pregiudiziale dello studioso. Ad esempio, critiche sono state rivolte ad Introvigne per avere testimoniato in favore di Scientology in occasione di un processo tenuto a Lione nel 1996. Introvigne ha risposto di avere testimoniato su, e non per, Scientology, e di avere rifiutato non solo qualunque compenso ma anche lo stesso rimborso delle spese di viaggio a Lione. La posizione di Introvigne riguardo a Scientology rimane comunque controversa, in quanto è più aperta alla possibilità che si tratti effettivamente di una religione rispetto a quelle di molti critici.
Critiche sono state rivolte ad Introvigne in passato anche per la sua appartenenza all'associazione Alleanza Cattolica, che ha peraltro lasciato nel 2016, poiché intaccherebbe la sua neutralità nei riguardi delle religioni. Introvigne ha sempre risposto che le sue attività in Alleanza Cattolica e quelle nel CESNUR - di cui fanno parte anche ricercatori che si dichiarano agnostici o che sono personalmente protestanti, ortodossi e di altre appartenenze religiose - sono indipendenti fra loro e non vanno confuse.
Nei mesi di maggio e giugno 2007 Introvigne ha criticato il documentario Il Vaticano e i crimini sessuali (Sex crimes and the Vatican), del senatore e attivista per i diritti gay irlandese Colm O'Gorman. Introvigne è intervenuto con numerosi articoli sui quotidiani Avvenire, Il Foglio, Il Giornale, alcuni dei quali poi raccolti in un volume. Dal momento che i testi di Introvigne sono stati pubblicati sul sito del CESNUR, alcuni critici hanno obiettato che, più che come ricercatore indipendente, Introvigne appare qui come un difensore militante della Chiesa cattolica. Introvigne ha replicato che, se certo egli non fa mistero del suo essere cattolico, la critica del documentario è stata condotta con argomenti rigorosamente laici, che fanno riferimento a errori di fatto, e l'appello che lo studioso ha lanciato contro il documentario, sottoscritto da ventiquattro parlamentari e numerosi intellettuali, ha tra i firmatari anche un buon numero di non cattolici e di non credenti. Introvigne ha continuato a occuparsi della questione dei preti pedofili in occasione delle polemiche emerse nel 2010, con una serie di articoli sui quotidiani Avvenire, Il Giornale e Libero raccolti nel volume Preti pedofili (2010).
Uno dei punti principali su cui si discute riguarda l'atteggiamento di Introvigne circa il lavaggio del cervello e le informazioni che fornisce su questo argomento attraverso il CESNUR. Introvigne ha risposto alle critiche sul tema in un volume dal titolo Il lavaggio del cervello: realtà o mito?.
Un critico di Introvigne è Miguel Martinez. La controversia inizia con la pubblicazione dello studio Defectors, Ordinary Leavetakers and Apostates: A Quantitative Study of Former Members of New Acropolis in France. Martinez è un ex membro di alto livello di Nuova Acropoli, e il suo punto di vista sull'organizzazione Nuova Acropoli è stato in forte contrasto rispetto a quello presentato da Introvigne. Di Introvigne contesta altresì la posizione sugli apostati.
Un critico che, al contrario del Martinez, condivide la stessa fede cattolica di Introvigne, ma è da lui lontanissimo quanto a scelte culturali e politiche, è Luigi Copertino, il quale ha dedicato al sociologo torinese e al Cesnur un intero capitolo di un libro - "Spaghetticons - la deriva neoconservatrice della destra cattolica italiana" (Rimini, 2008) - il cui obiettivo è stato quello di denunciare gli stretti contatti di parte dell'ambiente del conservatorismo cattolico con i settori neoconservatori e neoliberisti statunitensi. La critica del Copertino, tuttavia, non muoveva affatto da posizioni di sinistra cattolica ma da posizioni cattolico-tradizionaliste benché fortemente attente alle radici anche sociali e solidariste del tradizionalismo cattolico nell'ambito politico ed economico. Con il pontificato di Papa Francesco, questa critica appare datata, se si considera come Introvigne ha espresso consenso alla dottrina sociale di Papa Bergoglio e in particolare alle sue critiche al neocapitalismo di matrice statunitense, avvicinandosi così alle posizioni di alcuni suoi critici del passato.

## Opere
- Le nuove religioni, Milano, SugarCo, 1989.
- Il cappello del mago, Milano, SugarCo, 1990.
- I nuovi movimenti religiosi: Sètte cristiane e nuovi culti, Editrice Elle Di Ci, 1990, ISBN 88-01-14260-9
- Il ritorno dello gnosticismo (Nuove spiritualità), SugarCo, 1993, ISBN 88-7198-216-9
- I nuovi culti: Dagli Hare Krishna alla Scientologia (Uomini e religioni), Mondadori, 1ª ed. Oscar Uomini e religioni, 1990, ISBN 88-04-34057-6.
- La Stirpe di Dracula. Indagine sul Vampirismo dall’Antichità ai Nostri Giorni, Mondadori, 1997.
- Il satanismo (Collana religioni e movimenti), Elle Di Ci, 1997, ISBN 88-01-00799-X.
- Il vampiro oggi, in Vampiri. Miti, leggende, letteratura, cinema, fumetti, multimedialità; Milano, Editrice Nord, 1998. ISBN 978-88-429-1059-6
- I Testimoni di Geova già e non ancora, Elledici, Leumann 2002, ISBN 88-01-02375-8.
- Gli Illuminati e il Priorato di Sion, Piemme, 2005, ISBN 88-384-1047-X.
- Il dramma dell'Europa senza Cristo, Sugarco, 2006, Milano, ISBN 88-7198-513-3.
- Attacco a Benedetto XVI. Il papa, la pedofilia e il documentario «Sex, crimes and the Vatican», Verona, Fede & Cultura, 2007, ISBN 978-88-89913-48-2.
- Il segreto dell'Europa, Sugarco, 2008, Milano, ISBN 978-88-7198-540-4.
- Una battaglia nella notte. Plinio Corrêa de Oliveira e la crisi del secolo XX nella Chiesa, Sugarco, 2008, Milano, ISBN 978-88-7198-564-0.
- I satanisti. Storia, riti e miti del satanismo, Sugarco, 2010, Milano, ISBN 978-88-7198-587-9.
- Il simbolo ritrovato. Massoneria e società segrete: la verità oltre i miti, Piemme, Milano 2010.
- Tu sei Pietro. Benedetto XVI contro la dittatura del relativismo, Sugarco, 2011, Milano, ISBN 978-88-7198-606-7.
- Islam. Che sta succedendo? Le rivolte arabe. La morte di Osama bin Laden. L'esodo degli immigrati, Sugarco, 2011, Milano, ISBN 978-88-7198-618-0.
- L'eredità di Benedetto XVI. Quello che Papa Ratzinger lascia al suo successore Francesco, Sugarco, 2013, Milano, ISBN 978-88-7198-655-5.
- Il segreto di Papa Francesco, Sugarco, 2013, Milano, ISBN 978-88-7198-664-7
- Le domande dell'uomo. Filosofia per chi ha fretta, Passione Educativa, 2013, Benevento, ISBN 978-88-98103-05-8.
- Pedofilia. Una battaglia che la Chiesa sta vincendo, (con Roberto Marchesini), Sugarco, Milano, 2014, ISBN 978-88-7198-667-8.
- Sì alla famiglia. Manifesto per un'istituzione in pericolo, Sugarco, Milano, 2014, ISBN 978-88-7198-670-8.
- Il fondamentalismo dalle origini all'ISIS, Sugarco, Milano, 2015, ISBN 978-88-7198-694-4.
- (EN)  Satanism: A Social History, Brill, Leida, 2016, ISBN 978-90-04-28828-7
- (EN)  The Plymouth Brethren, Oxford University Press, 2018, ISBN 978-0-19-084242-0.
- (EN)  Inside The Church of Almighty God: The Most Persecuted Religious Movement in China, Oxford University Press, 2020, ISBN 978-0190089092

## Filmografia
- Il mistero di Dante, regia di Louis Nero (2014)